# Coleophora derasofasciella
Coleophora derasofasciella is een vlinder uit de familie kokermotten (Coleophoridae). De wetenschappelijke naam is voor het eerst geldig gepubliceerd in 1952 door Klimesch.
De soort komt voor in Europa.